# 綾瀬市消防本部
綾瀬市消防本部（あやせししょうぼうほんぶ）は、神奈川県綾瀬市の消防部局（消防本部）。管轄区域は綾瀬市全域。

## 概要
- 消防本部：綾瀬市深谷中1-4-30
- 管内面積：22.28km2
- 職員定数：127人
- 消防署1カ所、分署2カ所
- 主力機械（2019年4月1日現在）
  - 普通消防ポンプ自動車：3
  - 水槽付消防ポンプ自動車：2
  - はしご付消防自動車：1
  - 化学消防自動車：1
  - 高規格救急自動車：4
  - 指揮車：1
  - 救助工作車：1
  - 広報車：2
  - 資機材搬送車：4
  - 指令車：1
  - 事務連絡車：1

【主力機械に関する参考文献：令和元年版消防年報（綾瀬市消防本部）】

## 沿革
- 1972年4月1日 - 綾瀬町消防本部を設置する。
- 1973年4月1日 - 綾瀬町消防署を設置する。
- 1978年
  - 8月 - 消防本部庁舎が完成する。
  - 11月1日 - 市制を施行し綾瀬市となる。綾瀬市消防本部・綾瀬市消防署に改称する。
- 1990年10月1日 - 北分署を開設する。
- 1996年
  - 3月 - 初の高規格救急自動車を消防署本署に配備する。
  - 7月30日 - 南分署を開設する。
- 2020年
  - 3月7日 - 綾瀬市消防本部新庁舎完成・現所在地に移転

【参考文献：平成10年度神奈川県消防年報（神奈川県防災局防災消防課）】

## 組織
- 本部 - 消防総務課、予防課、警防課
- 消防署

## 消防署
| 消防署       | 住所         | 分署                                  |
| ------------ | ------------ | ------------------------------------- |
| 綾瀬市消防署 | 深谷中1-4-30 | 北：寺尾本町2-7-15 南：上土棚北3-2-15 |